# Rimmlingsbächle
Das Rimmlingsbächle ist ein zweieinhalb Kilometer langer Bach im nördlichen Baden-Württemberg, erst im Hohenlohekreis und dann an dessen Rand zum Landkreis Heilbronn, der unterhalb des Weilers Weißlensburg der Gemeinde Bretzfeld von rechts und Nordosten in die untere Brettach mündet.

## Geographie

### Verlauf
Der Rimmlingsbächle entsteht auf etwa 278 m ü. NHN ca. 0,7 km nördlich von Öhringen-Schwöllbronn neben einem von der L 1090 abgehenden Feldweg. Dort beginnt ein oft durchflussloser Graben in natürlicher Mulde neben dem Weg, der schnurgerade nach Westsüdwesten läuft, mit nur sehr sporadisch Baum und Strauch am Ufer. Nach etwa einem halben Kilometer verlässt der Weg die Talmulde, in der der Bach weiterhin schnurgerade in einem schmalen Grünstreifen verläuft. Auf einem kurzen Abschnitt am Fuß des baumdurchsetzten rechten Hangwiesengewanns Rimmlingswengert verläuft er auch unterirdisch unter einem Acker.
Dann setzt neben dem wieder offenem Lauf eine Begleitgalerie ein und nach etwa fünfzig Metern läuft von rechts her ein ebenfalls galeriebegleiteter Nebenbach zu, der nur etwa hundert Meter weiter nördlich einer Quelle in einer sehr viel längeren Talmulde entspringt. Der Durchfluss ist nun recht beständig. Der nunmehr nach Südwesten laufende Bach ist dort etwa halbmeter- bis meterbreit, schlängelt sich in einem ein bis zwei Meter tiefem Klingenriss und fließt oft recht schnell, das Sediment ist erst sandig, später schlammig bis steinig. Der begleitende Galeriestreifen aus vor allem Eschen wird etwas breiter und das Tal tieft sich nun zwischen den Hanggewannen Rimmling links und Öhringer Höhe rechts stärker ein.
Auf dem letzten Talkilometer verbreitert sich der Baumbestand neben dem Lauf bis auf Höhe der unteren oder mittleren Hänge. Am rechten Talsporn Häuslesberg ist die Grube eines aufgelassenen und waldumsäumten Muschelkalkbruchs von einem Grundwassersee überdeckt. Zuletzt unterquert der Bach die im Flusstal laufende K 2385/K 2129 und mündet dann gleich auf 195,8 m ü. NHN von rechts in die untere Brettach, etwa halben Wegs zwischen den Weilern Weißlensburg von Bretzfeld im Hohenlohekreis ober- und Neudeck von Langenbrettach im Landkreis Heilbronn unterhalb am Fluss.
Das Rimmlingsbächle mündet nach etwa 2,6 km langem Lauf mit mittlerem Sohlgefälle von etwa 31 ‰ rund 82 Höhenmeter unterhalb seines Grabenbeginns nördlich von Schwöllbronn. Er hat außer dem genannten kurzen Zufluss von rechts am Mittellauf keine Zuflüsse.

### Einzugsgebiet
Das Rimmlingsbächle hat ein etwa 2,3 km² großes Einzugsgebiet, das naturräumlich gesehen größtenteils im Unterraum Öhringer Ebene der Westlichen Hohenloher Ebene liegt, mit einem kleinen Teil im Südwesten in Brettachnähe in der Brettachbucht, alle Teil der Hohenloher und Haller Ebene. Der mit etwa 293 m ü. NHN höchste Punkt liegt an der Nordspitze in einer Flurlücke des Waldgebietes Zuckmantel nahe dem etwas außerhalb liegenden Öhringer Einzelhof Zuckmantel.
Knapp ein Zehntel des Einzugsgebietes im Norden ist von einem Teil des Waldes Zuckmantel bestanden, der Rest ist überwiegend von großflächigen Äckern bedeckt, ausgenommen einige Wiesenstücken in der unteren Bachaue und einigen Obstbaureihen darüber. Der größten Gebietsanteil hat der Stadtteil Schwöllbonn von Öhringen im Nordosten, an den Unterlauf grenzt linksseits die Gemeinde Bretzfeld, beide im Hohenlohekreis. Rechtsseits des Unterlaufs und der Tiefenlinie des rechten Obertals liegt Gebiet der Gemeinde Langenbrettach im Landkreis Heilbronn. Dort steht am rechten Hang auch der einzige Siedlungsplatz im Gebiet, der Aussiedlerhof Rimmlingshof von Langenbrettach.
Reihum grenzen die Einzugsgebiete der folgenden Nachbargewässer an:
- Im Nordwesten fließt in etwa selber Richtung der Goppengrundbach weiter abwärts zur Brettach;
- die Wasserscheide im Nordosten verläuft nahe die Ohrn, der von der Scheide her nur einen kurzen Klingenbach aufnimmt;
- im Südosten läuft das Gangbächle zum aufwärtigen Brettach-Zufluss Hapbach.

## Geologie
Die häufigste mesozoische Schicht im Einzugsgebiet ist der Lettenkeuper (Erfurt-Formation), der breit beidseits schon der beiden Obertalmulden liegt. Erst auf etwa dem letzten halben Kilometer hat sich das Rimmlingsbächle bis in den Oberen Muschelkalk eingegraben, der zuletzt an den unteren Hängen ausstreicht. Im oberen Einzugsgebiet und auf den Hügelrücken zwischen den Obertalmulden und vor den benachbarten Brettachzuflüssen ist der Lettenkeuper flächenhaft durch Lösssediment aus quartärer überlagert und vor allem in den Obertalmulden liegt ein teils breites Band aus holozänem Schwemmland.
Die Übergangszone zwischen Muschelkalk und Unterkeuper ist im ehemaligen Steinbruch am Talsporn des Häuslesbergs rechts des Unterlaufes aufgeschlossen, der als Geotop ausgewiesen ist. Über der alten Abbausohle steht heute ein über 3,3 ha großer Grundwassersee.

## Natur und Schutzgebiete
Die rechte, im Landkreis Heilbronn liegende Seite des letzten Taldrittels liegt im Landschaftsschutzgebiet Brettachtal.

### LUBW
Amtliche Online-Gewässerkarte mit passendem Ausschnitt und den hier benutzten Layern: Lauf und Einzugsgebiet des Rimmlingsbächles

Allgemeiner Einstieg ohne Voreinstellungen und Layer: Daten- und Kartendienst der Landesanstalt für Umwelt Baden-Württemberg (LUBW) (Hinweise)
1. 1 2  Höhe nach dem Höhenlinienbild auf dem Hintergrundlayer Topographische Karte.
2. ↑  Höhe nach grauer Beschriftung auf dem Hintergrundlayer Topographische Karte.
3. ↑  Länge nach dem Layer Gewässernetz (AWGN).
4. ↑  Einzugsgebiet abgemessen auf dem Hintergrundlayer Topographische Karte.
5. ↑  Natur teilweise nach dem Layer Geschützte Biotope.
6. ↑  Seefläche nach dem Layer Stehende Gewässer.
7. ↑  Geotope nach dem einschlägigen Layer.
8. ↑  Schutzgebiet nach den einschlägigen Layer.

### Andere Belege
1. ↑  Wolf-Dieter Sick: Geographische Landesaufnahme: Die naturräumlichen Einheiten auf Blatt 162 Rothenburg o. d. Tauber. Bundesanstalt für Landeskunde, Bad Godesberg 1962. → Online-Karte (PDF; 4,7 MB)
2. ↑  Geologie nach den Layern zu Geologische Karte 1:50.000 auf: Mapserver des Landesamtes für Geologie, Rohstoffe und Bergbau (LGRB) (Hinweise)